# 比森特·阿尔韦罗
比森特·阿尔韦罗·西利亚（西班牙語：Vicente Albero Silla，1944年12月6日—）是西班牙巴伦西亚出身的政治家。1993年至1994年担任西班牙农业、渔业与食品大臣。

## 生平
阿尔韦罗出生于瓦倫西亞。毕业于马德里康普顿斯大学，获得经济科学执业学位。1982年被任命为西班牙农业部农业和食品事务总干事。
1989年大选中当选为西班牙众议院议员，代表巴伦西亚选区，1993年连任。1993年7月在冈萨雷斯内阁中出任农业、渔业与食品大臣。由于在股票交易市场中涉嫌税务欺诈行为，他于1994年5月递交了辞呈。同年6月10日宣布放弃众议院议员职位，以及巴伦西亚社会党执行委员会委员职务。他退出了政坛。